# Skallabjärets naturreservat
Skallabjäret är ett naturreservat i Askome socken i Falkenbergs kommun i Halland. Det är 1,6 hektar stort och domineras av ädellövskog. Området har varit skyddat i olika former sedan 1952.